# وی‌یرد تیلز (مجله)
وی‌یرد تیلز (انگلیسی: Weird Tales) (به معنی افسانه‌های عجیب) یک مجله آمریکایی تخیلی فانتزی و ترسناک است که توسط J. C. Henneberger و J. M. Lansinger در اواخر سال ۱۹۲۲ منتشر شد.